# Lionel Carole
Lionel Carole (Montreuil, 12 de abril de 1991) es un futbolista francés que juega en la demarcación de defensa para el Kayserispor de la Superliga de Turquía.

## Biografía
Con nueve años empezó a formarse como futbolista con el UJA Alfortville. Permaneció en las filas inferiores del club durante seis años, hasta que en 2006 empezó a formar parte de la disciplina del FC Nantes. Cuatro años después subió al primer equipo, e hizo su debut el 17 de agosto contra el Evian Thonon Gaillard FC, entrando en la segunda parte. El 14 de enero de 2011 se fue traspasado al SL Benfica por 750,000 euros. Hizo su debut con el club el 13 de marzo de 2011 en liga contra el Portimonense SC, donde fue titular y fue sustituido en el descanso. En la temporada 2011/12 se fue en calidad de cedido al CS Sedan, donde jugó un total de catorce partidos de liga. Tras un breve paso por el SL Benfica B, el 9 de julio de 2013 se fue traspasado al Troyes AC. El 11 de julio de 2015 se fue traspasado al Galatasaray SK por 1,5 millones de euros. Jugó en el club turco durante dos temporadas, hasta que el 31 de agosto de 2017 se marchó en calidad de cedido al Sevilla FC con opción de compra.

## Clubes
| Club                   | País     | Año       | Partidos | Goles |
| ---------------------- | -------- | --------- | -------- | ----- |
| F. C. Nantes           | Francia  | 2010      | 16       | 0     |
| S. L. Benfica          | Portugal | 2011      | 6        | 0     |
| C. S. Sedan (cedido)   | Francia  | 2011-2012 | 14       | 0     |
| S. L. Benfica "B"      | Portugal | 2012-2013 | 39       | 1     |
| E. S. Troyes A. C.     | Francia  | 2013-2015 | 82       | 0     |
| Galatasaray S. K.      | Turquía  | 2015-2017 | 64       | 1     |
| Sevilla F. C. (cedido) | España   | 2017-2018 | 9        | 0     |
| R. C. Estrasburgo      | Francia  | 2018-2021 | 82       | 0     |
| Kayserispor            | Turquía  | 2021-     | 123      | 0     |

## Palmarés

### Campeonatos nacionales
| Título                     | Club              | País    | Año  |
| -------------------------- | ----------------- | ------- | ---- |
| Copa de Turquía            | Galatasaray S. K. | Turquía | 2015 |
| Supercopa de Turquía       | Galatasaray S. K. | Turquía | 2015 |
| Supercopa de Turquía       | Galatasaray S. K. | Turquía | 2016 |
| Copa de la Liga de Francia | R. C. Estrasburgo | Francia | 2019 |